# Polina Stasińska
Polina Stasińska – polska językoznawczyni, dr hab. nauk humanistycznych.

## Życiorys
Obroniła pracę doktorską, 15 stycznia 2004 habilitowała się na podstawie pracy zatytułowanej Peryfrazy imienne. Aspekt teoretyczny. Pracowała w Katedrze Filologii Wschodniosłowiańskiej na Wydziale Humanistycznym Uniwersytetu Zielonogórskiego. 
Objęła stanowisko profesora nadzwyczajnego w Instytucie Neofilologii na Wydziale Humanistycznym Uniwersytetu Zielonogórskiego.